# Internationaler Kunstpreis Kulturstiftung Stadtsparkasse München
Der Internationale Kunstpreis Kulturstiftung Stadtsparkasse München war ein von 1996 bis 2006 fünfmal vergebener Kunstpreis der 1992 gegründeten Kulturstiftung der Stadtsparkasse München.
Er war mit 25.000 EUR dotiert und die Auszeichnung war mit einer Ausstellung verbunden – abwechselnd im Lenbachhaus (Kunstbau) oder auf dem Museumsplatz im öffentlichen Raum. Zusätzlich unterstützt die Kulturstiftung den dazugehörigen Ausstellungskatalog mit weiteren 25.000 EUR.

## Preisträger
- 1996: Jeff Wall
- 1999: Rosemarie Trockel
- 2002: James Coleman
- 2004: Isa Genzken
- 2006: Cerith Wyn Evans